# Собина, Василий Васильевич
Васи́лий Васи́льевич Соби́на (7 августа 1923, пос. Алексеевка, Воронежская губерния — 8 февраля 1944) — лейтенант Рабоче-крестьянской Красной армии, участник Великой Отечественной войны, Герой Советского Союза (1944, посмертно).
В некоторых публикациях СМИ и наградных документах встречается искажённое на русский манер написание фамилии героя — «Со́бин».

## Биография
Василий Собина родился 7 августа 1923 года в посёлке Алексеевка (ныне — город в Белгородской области). Окончил девять классов школы. С 1940 года проживал и работал в Долгопрудном, занимался в аэроклубе. В ноябре 1941 года Собина был призван на службу в Рабоче-крестьянскую Красную армию. В 1942 году он окончил Черниговскую военную авиационную школу пилотов. С мая того же года — на фронтах Великой Отечественной войны.
К февралю 1944 года лейтенант Василий Собин командовал эскадрильей 88-го истребительного авиаполка, 229-й истребительной авиадивизии, 4-й воздушной армии. К тому времени он совершил 379 боевых вылетов, принял участие в 122 воздушных боях, сбив 9 вражеских самолётов лично и ещё 6 — в составе группы. 7 февраля 1944 года к северо-востоку от Керчи он в воздушном бою сбил вражеский бомбардировщик. В том бою самолёт Собина был подбит, а сам лётчик получил девять тяжёлых ранений, но тем не менее сумел посадить самолёт на своей территории. На следующий день он скончался в медсанбате.
В 1946 году перезахоронен на площади III Интернационала в Алексеевке.
Указом Президиума Верховного Совета СССР от 19 августа 1944 года за «образцовое выполнение боевых заданий командования на фронте борьбы с немецкими захватчиками и проявленные при этом отвагу и геройство» лейтенант Василий Собин посмертно был удостоен высокого звания Героя Советского Союза. Также был награждён орденами Ленина, Красного Знамени, Отечественной войны 2-й степени и Красной Звезды. Навечно зачислен в списки личного состава своей воинской части.

## Память

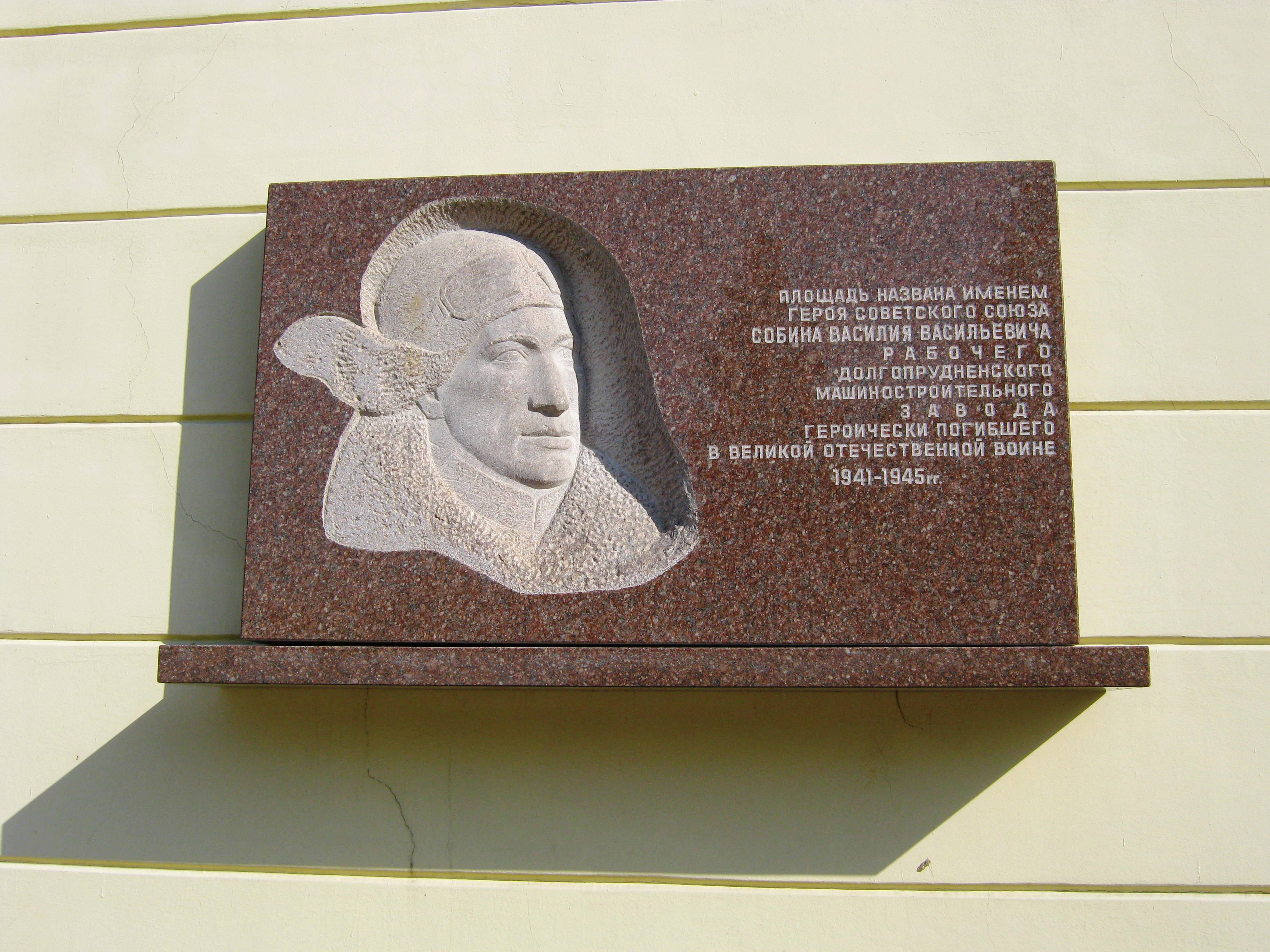
Мемориальная доска Василию Собина на площади его имени в Долгопрудном

- В городе Алексеевке Белгородской области в честь В. В. Собина названа улица и установлен бюст перед зданием школы № 3;
- В городе Долгопрудном Московской области в честь Собина названа центральная площадь и установлена мемориальная доска[2].
- Также улицы Собина есть в городе Керчь Республики Крым и станице Фонталовская Краснодарского края.